# Pelusios broadleyi
Pelusios broadleyi là một loài rùa trong họ Pelomedusidae. Loài này được Bour mô tả khoa học đầu tiên năm 1986.